# Вентурато, Роберто
Роберто Вентурато (итал. Roberto Venturato; род. 14 апреля 1963, Атертон, Квинсленд) — итальянский футболист австралийского происхождения, выступавший на позиции полузащитника; тренер.

## Биография и карьера игрока
Родился 14 апреля 1963 года в австралийском городе Атертон, штат Квинсленд. Его родители эмигрировали в Австралию из итальянского региона Венето, но в 1973 году возвратились на родину. Всю свою карьеру игрока Роберто провёл в основном в полупрофессиональных и любительских коллективах в низших дивизионах первенства Италии. Наиболее известными клубами, в которых играл Вентурато, являются «Кремонезе» и «Пергокрема». О завершении игровой карьеры Вентурато объявил в 1996 году.

## Тренерская деятельность
Тренерскую карьеру Вентурато официально начал в 2002 году, возглавив любительскую команду «Пиццигеттоне». При Вентурато коллектив сумел завоевать звание чемпиона Серии D, тем самым впервые в своей истории выйдя в профессиональный футбол. В «Пиццигеттоне» специалист проработал до 2007 года, став затем ассистентом главного тренера «Кремонезе» Эмилиано Мондонико. В клубе он оставался и при новом наставнике Иво Якони, окончательно покинув коллектив в 2009 году.
В период с 2013 по 2014 год Вентурато руководил клубом Серии D «Пьяченца», однако в январе 2014 года был отстранён от своих обязанностей из-за провального выступления команды.
В 2014—2015 годах он являлся наставником своего бывшего клуба «Пергокрема», однако добиться с ним значимых результатов не сумел.
С июля 2015 года наставник был назначен на пост главного тренера команды «Читтаделла», сменив на данной должности Клаудио Фоскарини.
В сезоне 2016/17 «Читтаделла» под руководством Вентурато одержала пять побед на старте чемпионата.
В сезоне 2018/19 Вентурато занял с клубом итоговое седьмое место в турнирной таблице. В завершении сезона 2020/21, после поражения в матче финала плей-офф Серии В с «Венецией» (2:1), тренер расторг соглашение с коллективом.
5 января 2022 года Вентурато возглавил выступающий в Серии В феррарский клуб СПАЛ после увольнения испанского специалиста Пепа Клотета. Контракт тренера с командой рассчитан на полтора года. 9 октября 2022 года был уволен с занимаемой должности из - за провального выступления клуба. На момент ухода Вентурато команда занимала 14 - е место в турнирной таблице, одержав лишь 2 победы за 8 туров.

## Статистика
| Команда        | Дата прихода    | Дата ухода     | Статистика | Статистика | Статистика | Статистика | Статистика | Статистика | Статистика | Статистика |
| Команда        | Дата прихода    | Дата ухода     | И          | По         | Н          | Пр         | ГЗ         | ГП         | РМ         | %          |
| -------------- | --------------- | -------------- | ---------- | ---------- | ---------- | ---------- | ---------- | ---------- | ---------- | ---------- |
| «Пиццигеттоне» | 22 мая 2002     | 7 июня 2007    | 200        | 70         | 70         | 60         | 223        | 212        | +11        | 035,00     |
| «Кремонезе»    | 26 марта 2009   | 21 июня 2010   | 50         | 24         | 15         | 11         | 80         | 61         | +19        | 048,00     |
| «Кастеллана»   | 1 июля 2012     | 27 мая 2013    | 39         | 15         | 13         | 11         | 50         | 46         | +4         | 038,46     |
| «Пьяченца»     | 29 октября 2013 | 8 января 2014  | 9          | 4          | 1          | 4          | 14         | 17         | −3         | 044,44     |
| «Пергокрема»   | 23 июня 2014    | 20 июня 2015   | 38         | 15         | 12         | 11         | 48         | 49         | −1         | 039,47     |
| «Читтаделла»   | 10 июля 2015    | 29 июня 2021   | 270        | 123        | 66         | 81         | 406        | 319        | +87        | 045,56     |
| СПАЛ           | 5 января 2022   | 9 октября 2022 | 0          | 0          | 0          | 0          | 0          | 0          | +0         | —          |
| Всего          | Всего           | Всего          | 606        | 251        | 177        | 178        | 821        | 704        | +117       | 041,42     |